# جامعة عين شمس
جامعة عين شمس هي ثالث أقدم جامعة مصرية، تأسست في يوليو عام 1950 تحت اسم جامعة إبراهيم باشا. شاركت جامعة عين شمس مع جامعة القاهرة (سابقًا، جامعة فؤاد الأول) وجامعة الإسكندرية (سابقاً، جامعة فاروق الأول) في إنجاز رسالة الجامعات المصرية وتلبية الطلب المتزايد على التعليم العالي، وتعد الجامعة من أبرز الجامعات العربية المرموقة.

## تاريخ
بعد ثورة 23 يوليو 1952، اقترح أن تكون أسماء الجامعات المصرية لها جذور ومعالم تاريخية من البلاد، وفي 21 فبراير عام 1954 تغير اسم الجامعة إلى جامعة هليوبلس، ثم في نفس العام، تغير اسم الجامعة إلى اسمها الحالي جامعة عين شمس.
«عين شمس» هي الترجمة العربية لكلمة «هليوبلس» أو «أون» التي كانت إحدى أقدم المراكز الدينية في مصر القديمة والتي كان إمحوتب كبير كهنتها.

## شعار الجامعة
شعار الجامعةِ هو المسلّة والصقران ، يوضح الشعار مدى الترابط بين الاسم والتاريخ القديم للجامعة. تمثل المسلة بيت الحياة في مدينة أون، بينما يرمز الصقرن يرمزان الإله المصري في ذلك الوقت.

## المقر الإداري
تتخذ الجامعة الآن من قصر الزعفران، الذي بني أثناء حكم الخديوي إسماعيل، مقرًا لإدارة الجامعة.

## الكليات والمعاهد
في عام 1950، كان هناك فقط 8 كليات بالجامعة. أما اليوم، فتضم 15 كلية ومعهدين عاليين.

### الكليات

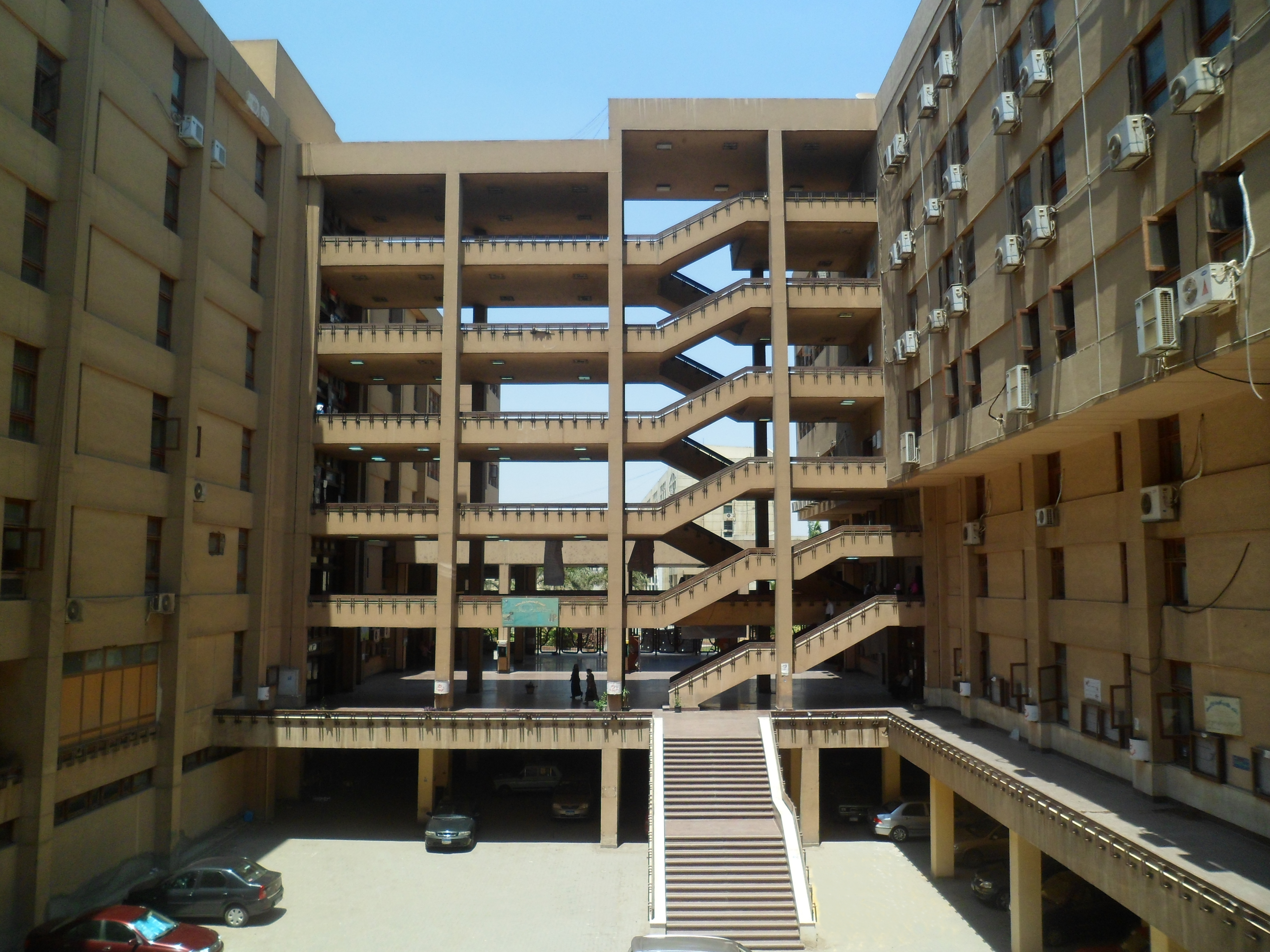
كلية الألسن من الداخل.

- كلية الطب.
- كلية طب الأسنان.
- كلية الصيدلة.
- كلية الهندسة.
- كلية العلوم.
- كلية الحاسبات والمعلومات.
- كلية الألسن.
- كلية التمريض.
- كلية التجارة
- كلية الحقوق.
- كلية البنات.
- كلية التربية.
- كلية التربية النوعية.
- كلية الآداب.
- كلية الزراعة.
- كلية الطب البيطري.
- كلية الإعلام
- كليه الآثار

### المعاهد
- معهد الدراسات والبحوث البيئية
- معهد الدراسات العليا للطفولة
- المعهد العالي للدراسات التعاونية و الإدارية

## الحرم الجامعي

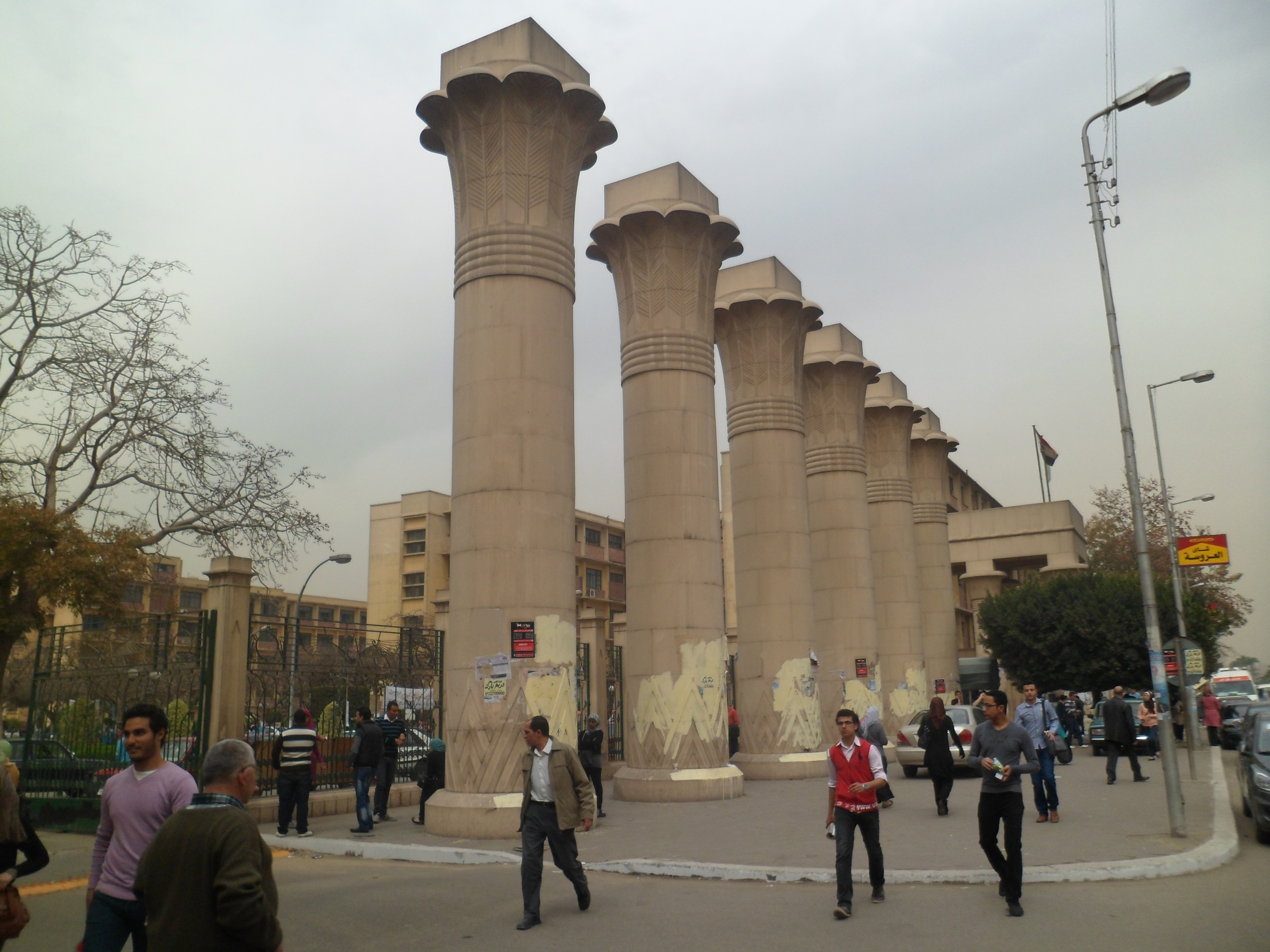
إحدى بوابات الجامعة.

جامعة عين شمس تشمل سبعة أحرم جامعية، جميعها في القاهرة.
الحرم الجامعي الرئيسي يقع في شارع الخليفة المأمون في العباسية، ويشمل: إدارة الجامعة وكلية الآداب وكلية الحقوق وكلية العلوم وكلية الحاسبات والمعلومات و كلية الاعلام وكلية الاثار.
أما الحرم الجامعي الثاني فيقع على الجانب الآخر من شارع الخليفة المأمون، يشمل: كلية التجارة وكلية الألسن وكلية الصيدلة وكلية طب الأسنان ومعهد الدراسات العليا للطفولة ومعهد الدراسات والبحوث البيئة ومستشفى عين شمس التخصصي.
الحرم الجامعي الثالث يقع بجوار مسجد النور بالعباسية، ويشمل: كلية الطب وكلية التمريض ومستشفيات الجامعة.
كلية الهندسة وكلية التربية النوعية وكلية التربية وكلية البنات وكلية الزراعة تقع كلّ منها على حدة في حرم جامعي مستقل في العباسية، وهليوبوليس، وشبرا الخيمة على التوالي.

## الإقامة للمغتربين
تقع المدينة الجامعية للطلاب أمام الحرم الجامعي مباشرة، بينما تقع المدينة الجامعية للطالبات في مصر الجديدة بجوار كلية البنات. هذا بالإضافة إلى عدة بيوت خارجية تستأجرها الجامعة لاستيعاب الأعداد المتزايد من الطلاب والطالبات القادمين من خارج القاهرة.

## الدراسات العليا
تقدم جميع كليات الجامعة برامج الدراسات العليا.

## خريجو الجامعة من المشاهير
- أكمل الدين إحسان أوغلي.
- عماد عفت.
- فاروق الباز.
- فاروق العقدة.
- عماد الدين خليل.
- نوران سلام.
- هاني عازر.
- ياسر علي.
- يسري الجمل.
- حسين عبده.
- أحمد عبد الوهاب.
- مصطفى حسني.
- عبد العزيز المقالح.
- عبد اللطيف مبارك.
- يوسف الشريف.
- عامر منيب.
- يحيى ولد حامد.
- حسن الجندي.
- إحسان عبد القدوس.

## وصلات خارجية
- الموقع الرسمي